# Swati (popolo)
Gli swati o swatey (in urdu: سواتی, in pashtu: سواتیان) sono una tribù pashtun. 
La maggioranza della popolazione swati vive nella Provincia della frontiera di Nordovest del Pakistan: l'etnia è prevalente nei distretti di Mansehra e Batagram. 
La popolazione parla la variante settentrionale del pukhtu, col fonema duro kh che rimpiazza il fonema sh delle tribù pashtun del sud. 
Una delle caratteristiche dell'etnia, oltre al linguaggio, è il rispetto di una variante del Pashtunwali (da loro chiamato a volte swatiwali), un codice d'onore e culturale pre-islamico di origine indigena. La religione prevalente fra gli swati è l'Islam sunnita.
La popolazione è presente anche in altre zone, come il Dir settentrionale e il Sama Swat. Alcune tribù pashtun che vivono a stretto contatto con loro, nei distretti di Abbottabad e Haripur, sono i Tanoli, i Jadoon, i Tareen e i Mashwani.